# Palaina taeniolata
Palaina taeniolata је пуж из реда Architaenioglossa и фамилије Diplommatinidae. 

## Угроженост
Подаци о распрострањености ове врсте су недовољни.

## Распрострањење
Гвам је једино познато природно станиште врсте.

## Станиште
Врста Palaina taeniolata има станиште на копну.